# Źmiaja
Źmiaja (biał. Зьмяя) – białoruski zespół muzyczny, utworzony w 1999 roku w Mińsku. W latach 2009–2013 grupa występowała pod nazwą ZM99.

## Skład
- Zoja „Snake” Sachonczyk – wokal, drumla
- Uładzimir „Prostowowan” Sachonczyk – gitara
- Jauhien „Browicz” Brouka – gitara basowa
- Andrej Lichaszerstau – perkusja
- Anastasija Muraszka – skrzypce

## Dyskografia

### Albumy studyjne
| Rok  | Dane dot. albumu                                                                                          |
| ---- | --- |
| 2005 | Usio dziela Was - Oryginalna pisownia tytułu: Усё дзеля Вас - Wydawca: БМАgroup                           |
| 2007 | HOST husta dustu. Czastka 1 - Oryginalna pisownia tytułu: ГОСТ густа дусту. Частка 1 - Wydawca: БМАgroup  |
| 2013 | Poprobuj - Oryginalna pisownia tytułu: Попробуй - Data wydania: 13 lipca 2013                             |
| 2015 | Jesli czestno - Oryginalna pisownia tytułu: Если честно - Data wydania: wrzesień 2015 - Wydawca: Piarszak |

### Minialbumy
| Rok  | Dane dot. albumu                                       |
| ---- | ------------------------------------------------------ |
| 2004 | Kidaj zbroju - Oryginalna pisownia tytułu: Кідай зброю |
| 2010 | WWW.ZM99.NET                                           |
| 2010 | NII EP - Oryginalna pisownia tytułu: НИИ EP            |
| 2018 | Mama - Oryginalna pisownia tytułu: Мама                |

### Wydawnictwa, na których znalazły się utwory zespołu
| Rok  | Dane dot. albumu                                                          | Utwór                      |
| ---- | ------------------------------------------------------------------------- | -------------------------- |
| 2004 | Hard Life Heavy Music III — Metallection - Wydawca: БМАgroup              | „Усё дзеля вас”            |
| 2013 | Miesto podpisi - Data wydania: 7 lutego 2013                              | „Wriemia rasproszczat'sia” |
| 2014 | Sound Interpretation: Minsk - Data wydania: 13 marca 2014 - Wydawca: Haze | „Horad”                    |